# Sierra del Peco
La Sierra del Peco es una sierra española situada en la comarca de Campo de Daroca, en Aragón, entre las serranías propias del Sistema Ibérico. Sus montes forman parte de los términos municipales de Villarreal de Huerva, Villadoz, Badules, Fombuena y Cerveruela.

## Flora y fauna
El hábitat que se presenta en la Sierra del Peco son principalmente carrascales en un buen estado de conservación.

## Figuras de protección
La Sierra del Peco está encuadrada en una serranía de la que forman parte la Sierra del Águila, la Sierra de Herrera, la Sierra de la Pajaranca y la Sierra Castellanos, en una zona protegida con la figura de Lugar de importancia comunitaria denominado "LIC Alto Huerva - Sierra de Herrera", parte de la Red Natura 2000.